# Brommat
Brommat (okzitanisch Brocmat) ist ein Ort und eine südfranzösische Gemeinde mit 632 Einwohnern (Stand 1. Januar 2022) im Département Aveyron in der Region Okzitanien. Der Ort gehört zur historischen Provinz Rouergue.

## Lage
Der Ort Brommat liegt in einer Höhe von ca. 660 m ü. d. M. an der Einmündung des Flüsschens Siniq in die Bromme. Rodez, die ehemalige Hauptstadt der Rouergue, befindet sich ca. 75 km (Fahrtstrecke) südlich; die Kleinstadt Aurillac liegt ca. 40 km nordwestlich. Der Nordosten der Gemeinde grenzt an die durch Aufstauung des Flusses Truyère entstandene Barrage du Sarrans.

## Bevölkerungsentwicklung
| Jahr      | 1800 | 1851 | 1901 | 1954 | 1999 | 2013 |
| Einwohner | 446  | 1723 | 1203 | 1166 | 781  | 646  |

Der Bevölkerungsanstieg in der ersten Hälfte des 19. Jahrhunderts ist auf die Eingemeindung der ehemals selbständigen Dörfer Albinhac, Cussac und Rueyres zurückzuführen. Der Bevölkerungsrückgang im 20. Jahrhundert hängt hauptsächlich mit dem Verlust an Arbeitsplätzen infolge der Mechanisierung der Landwirtschaft zusammen.

## Wirtschaft
Der Ort Brommat diente lange Zeit den ausschließlich landwirtschaftlich orientierten und sich weitestgehend selbstversorgenden Weilern (hameaux) und Einzelgehöften in der Umgebung als Handwerks-, Handels- und Dienstleistungszentrum. Seit der Mitte des 20. Jahrhunderts spielt der Tourismus in Form der Vermietung von Ferienwohnungen (gîtes) eine nicht unbedeutende Rolle für das Wirtschaftsleben des Ortes.

## Geschichte
Brommat wird bereits in karolingischer Zeit erwähnt und bildete später einen Teil des Carladez, einem Teil der Rouergue, der von 1276 bis 1344 Bestandteil des Königreichs Mallorca war. Im Hundertjährigen Krieg (1337–1453) blieb der Ort wegen seiner nördlichen Lage verschont. Im Jahr 1643 gab der französische König Ludwig XIII. das Gebiet als Lehen an die in Monaco residierende Familie Grimaldi, die bis zur Französischen Revolution die Herrschaft ausübte.

## Sehenswürdigkeiten

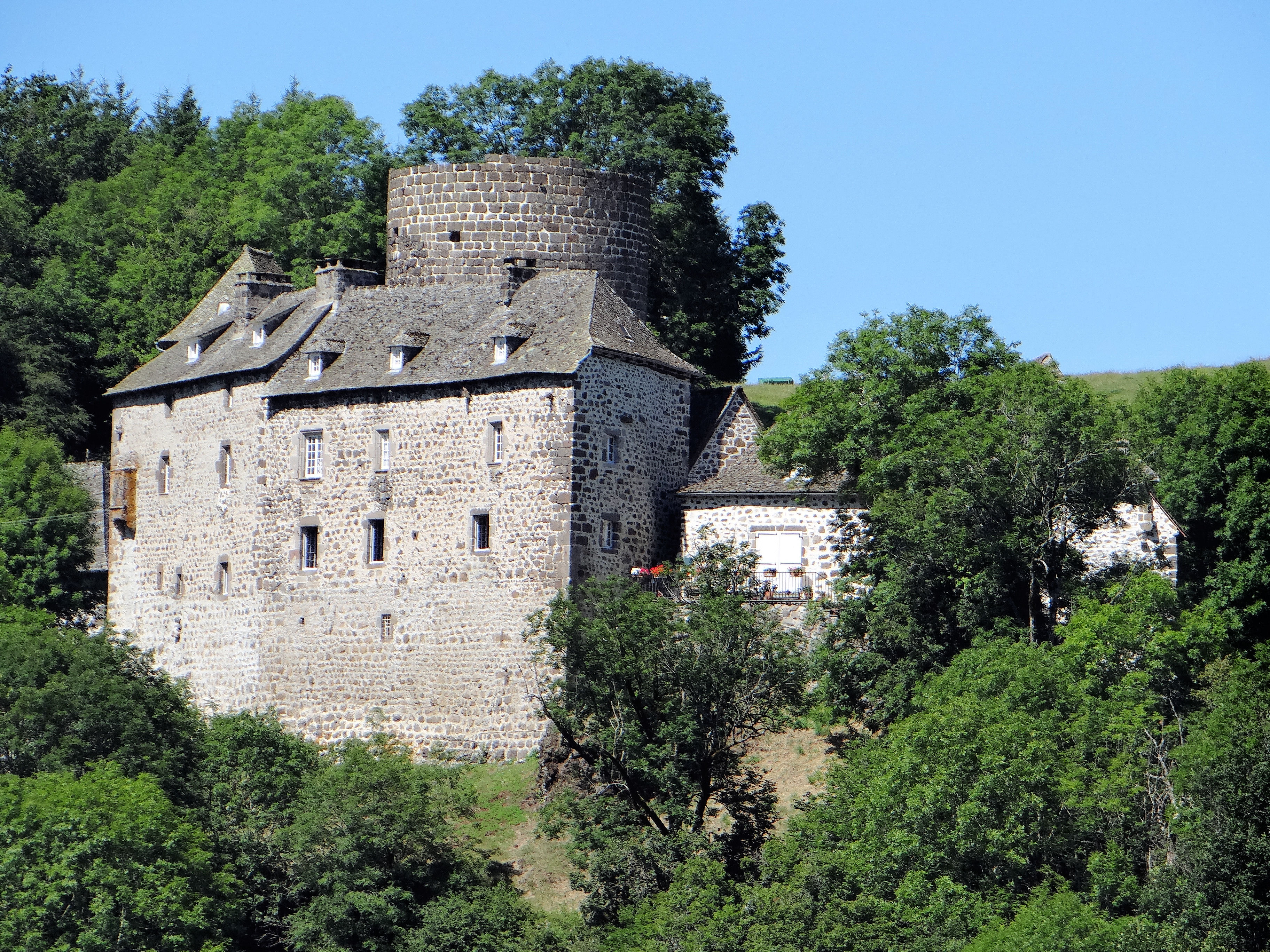
Château de Castel Noël

- Die kleine gotische Pfarrkirche Saint-Anthime-et-Saint-Saturnin entstand im späten 15. Jahrhundert an der Stelle eines abgerissenen romanischen Vorgängerbaus; anscheinend gehörte sie zu einem Priorat der Abtei Sainte Foy in Conques. Im Jahr 1582 wurde sie während der Hugenottenkriege (1562–1598) teilweise zerstört; für das Jahr 1601 sind umfangreiche Ausbesserungsarbeiten an den Gewölben dokumentiert. Die Sakristei hinter der flachgeschlossenen Apsis stammt erst aus dem Jahr 1822. Der Kirchenbau wurde im Jahr 1927 als Monument historique anerkannt.[1]
- Wenige Meter nördlich der Kirche steht ein mehrgeschossiges Wohnhaus aus dem 15. Jahrhundert, welches im Jahr 1928 als Monument historique anerkannt wurde.[2]
- Unweit des Ortes erhebt sich das mit Ausnahme der Ecksteine und des mächtigen Rundturms aus weitgehend unbearbeiteten Natursteinen errichtete Château de Castel Noël, welches sich in Privatbesitz befindet.

Albinhac

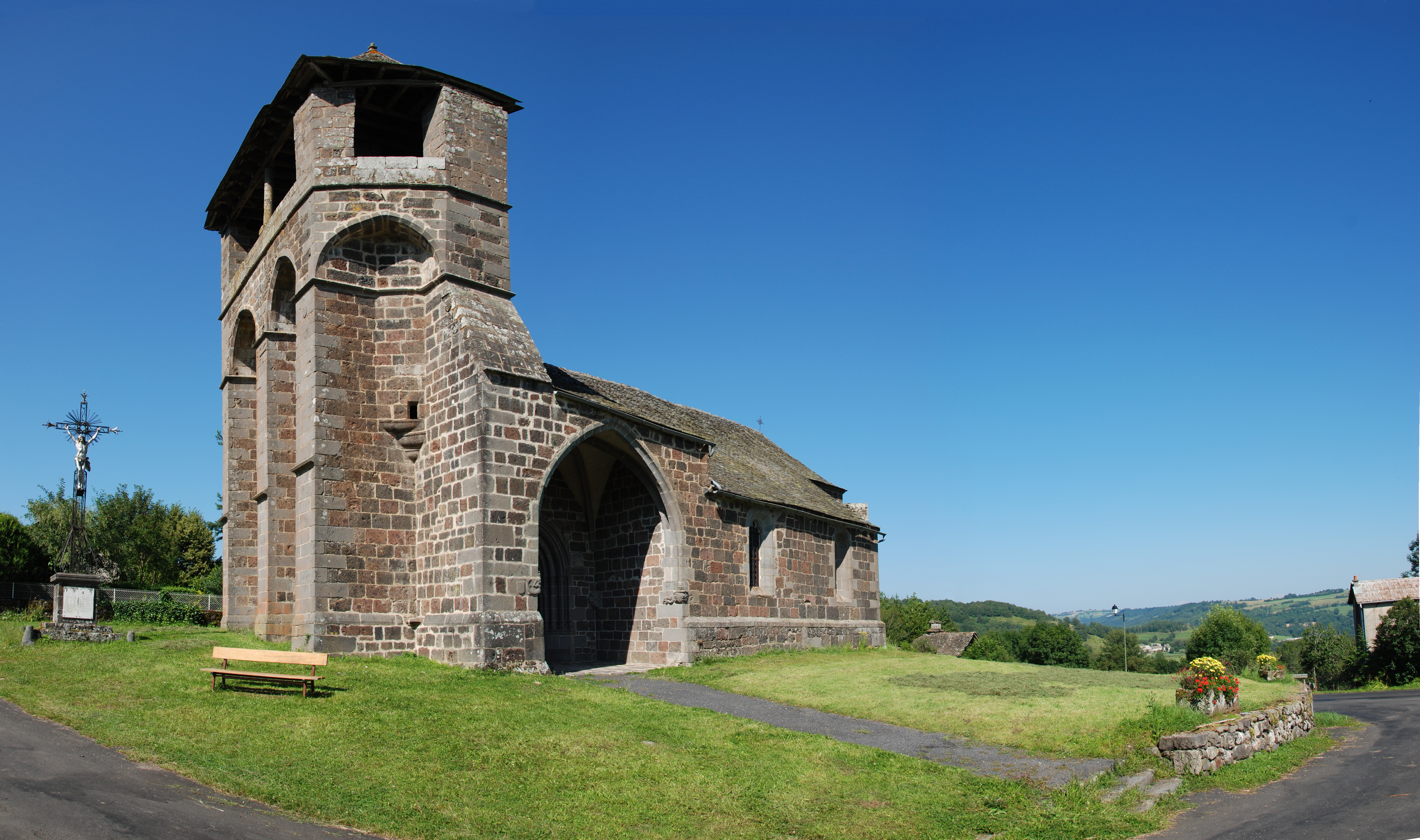
Kirche Saint-Roch

- Die Kirche Saint-Roch wurde im 15. Jahrhundert erbaut und stand ebenfalls in Abhängigkeit zur Abtei von Conques. Das Untergeschoss des Glockenturms zeigt mehrere hochgezogene Blendbögen; das Obergeschoss ist weit geöffnet. Die Apsis der Kirche ist polygonal gebrochen. Im Innern befinden sich mehrere interessante Steinskulpturen, darunter ein den Tod symbolisierendes Skelett mit überkreuzten Beinen. Der Kirchenbau wurde im Jahr 1933  als Monument historique eingestuft.[3]
- Das aus weitgehend unbearbeiteten Bruchsteinen gemauerte Château d’Albinhac entstammt in etwa der gleichen Bauzeit wie die Kirche und diente wahrscheinlich als Wohngebäude des örtlichen Priors. Es zeigt mehrere Rundtürme und Pfefferbüchsen in den Bauecken sowie einen großen, auf rechteckigem Grundriss erbauten Wohntrakt (corps de logis) im Zentrum. Der Bau steht in Privatbesitz und wurde im Jahr 1992  als Monument historique anerkannt.[4]

Rueyres
- Die romanische Kirche Saint-Cyrice-et-Sainte-Juliette wurde später umgebaut; die durch Strebepfeiler stabilisierte und optisch gegliederte und überdies durch einen umlaufenden Konsolenfries geschmückte Apsis blieb jedoch erhalten. Der Kirchenbau wurde im Jahr 1995 als Monument historique eingestuft.[5]